# All Awash Island
All Awash Island ist eine kleine unbewohnte Insel der Grenadinen. Sie gehört zum Inselstaat St. Vincent und die Grenadinen und liegt etwa drei Kilometer südlich der Insel Baliceaux.